# Bakó-patak
A Bakó-patak Balatonkenesén, az Általános Iskola udvarában ered, majd a Református templom udvarán egy vízesésen jut keresztül. A Tourinform irodától nem messze keresztezi a 71-es főutat, majd a kikötő mellett beletorkolódik a Balatonba.

## Névadás
A NABE (Nők a Balatonért Egyesült) megkereste a helyi városvédők vezetőségét, hogy nevet válasszanak a helyi pataknak. Ki is írtak egy pályázatot, amire összesen 39 ajánlás érkezett. A NABE és a Balatonkenesei Városvédők vezetősége a Bakó-patak nevet választották 2018 áprilisában, Bakó József (1861-1929), lelkipásztor, országgyűlési képviselő, a város szülöttének tiszteletére.